# Straight River (Cannon River)
Der Straight River ist ein 73 Kilometer langer Zufluss des Cannon Rivers im Südosten des US-Bundesstaates Minnesota. Über den Cannon River ist er Teil des Einzugsgebietes des Mississippi Rivers und entwässert ein Gebiet mit einer Fläche von 1165 Quadratkilometern in einer landwirtschaftlich genutzten Region.
Der Name ist eine Übersetzung von Owatonna, dem Namen des Flusses in den Sioux-Sprachen und bedeutet auf Deutsch gerader Fluss. Trotz seines gegenteiligen Namens verläuft der Fluss in starken Windungen, obwohl sein Tal fast gerade verläuft. Während des 19. Jahrhunderts diente der Fluss zum Antrieb von Getreidemühlen.

## Geographie
Der Ursprung des Straight Rivers wird nördlich von Geneva in der Geneva Township im Norden des Freeborn Countys angenommen, obwohl das Quellgebiet durch die Anlage von Entwässerungsgräben verändert wurde. Der Straight River fließt nordwärts durch das Steele County in den Süden des Rice Countys hinein, an den Städten Owatonna und Medford vorbei, zu seiner Mündung in den Cannon River bei Faribault.
Das Minnesota Department of Natural Resources hat den Straight River als eine Route zum Kanufahren klassifiziert. Er durchfließt im allgemeinen Farmland und sein schmales Flussbett ist bewaldet, meist von Ulmen, Weiden, Pappeln und Ahorn. Auf seinem Lauf finden sich gelegentliche flache Stellen und im Clinton Falls Township im Norden des Steele Countys existieren Stromschnellen. Fischarten im Straight River sind Hecht, Sonnenbarsche, Schwarzbarsch und Karpfen.
Zu den wichtigsten Nebenflüssen des Straight Rivers gehören der Turtle Creek, der Maple Creek, der in Owatonna einmündet, der in Waseca entspringende Crane Creek, der nördlich von Owatonna in den Straight River fließt und der Medford Creek.

## Abflussmenge
Durch den United States Geological Survey wird oberhalb von Faribault ein Pegel betrieben. Hier betrug im Durchschnitt zwischen 1966 und 2005 die Abflussmenge 8 m³/s. Der höchste Wert war 172 m³/s am 12. Juni 2004, der niedrigste Wert wurde am 27. Oktober 1976 mit etwa 0,3 m³/s beobachtet.